# Moasca
Moasca est une commune de la province d'Asti dans le Piémont en Italie.

## Économie
L'économie de Moasca est essentiellement basée sur la production de vin. 

Les cépages les plus utilisés sont :
- Moscato ;
- Barbera ;
- Dolcetto.

## Culture
- Fête patronale avec bals et dîners gastronomiques (dernière semaine de juin - première semaine de juillet)

## Administration
| Période                                  | Période  | Identité        | Étiquette | Qualité |
| ---------------------------------------- | -------- | --------------- | --------- | ------- |
| 14 juin 2004                             | En cours | Andrea Guignone |           |         |
| Les données manquantes sont à compléter. |          |                 |           |         |

### Communes limitrophes
Agliano Terme, Calosso, Canelli, Castelnuovo Calcea, San Marzano Oliveto

### Évolution démographique
Habitants recensés